# Tillandsia franciscoi
Tillandsia franciscoi là một loài thực vật có hoa trong họ Bromeliaceae. Loài này được W.Till & J.R.Grant mô tả khoa học đầu tiên năm 2003.